# 马特拉 (上科西嘉省)
马特拉（法語：Matra，法語發音：[matʁa]）是法国上科西嘉省的一个市镇，属于科尔泰区。

## 地理
马特拉（42°16'50"N, 9°23'24"E）面积6.49 平方千米，位于法国上科西嘉省，该省份位于科西嘉北部，后者为地中海西部的一座岛屿，也是法国的一个单一领土集体，位于法国大陆部分的东南面，意大利半島的西面，最临近的地块是撒丁岛。
与马特拉接壤的市镇（或旧市镇、城区）包括：莫伊塔、皮亚内洛。

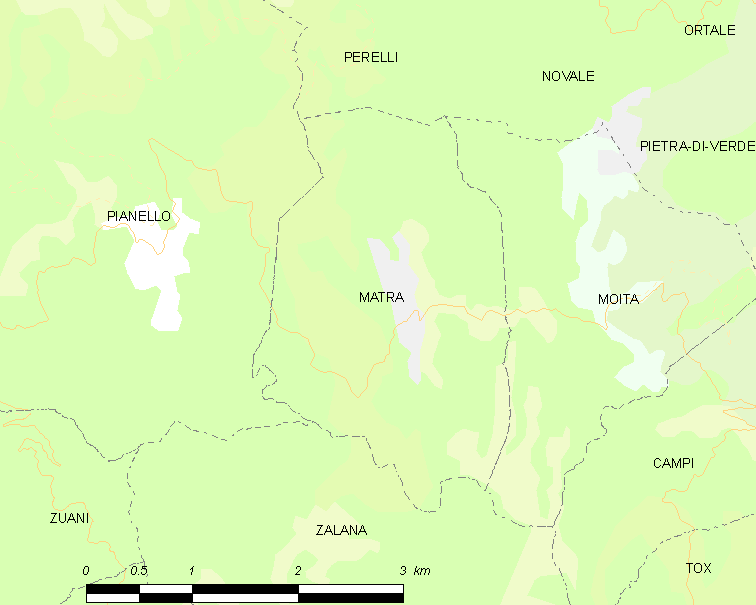
的OSM定位图

马特拉的时区为UTC+01:00、UTC+02:00（夏令时）。

## 行政
马特拉的邮政编码为20270，INSEE市镇编码为2B155。

## 政治
马特拉所属的省级选区为吉索纳恰县。

## 人口

1962-2008年间人口变化图示

马特拉于2022年1月1日时的人口数量为52人。